# Купчинський Петро
Петро Купчинський (пол. Piotr Kupczyński; ? — ?) — власник «ґрунту» зі села Оглядова (нині Шептицького району Львівської области, Україна). 
Посол Галицького сейму 4-го скликання (обраний від IV курії округу Лопатин — Броди — Радехів; входив до складу «Руського клубу»).